# Valtorres
Valtorres è un comune spagnolo di 88 abitanti situato nella comunità autonoma dell'Aragona.